# Ioumourtchen
Le Ioumourtchen (en russe : Юмурчен) est une rivière de Russie qui coule dans le nord du kraï de Transbaïkalie, en Sibérie sud-orientale. C'est un affluent du Vitim en rive droite, donc un sous-affluent de la Léna.

## Géographie
Le Ioumourtchen est long de 150 kilomètres. Son bassin versant a une superficie de 3 990 km2, c'est-à-dire une surface comparable à celle du département français des Pyrénées-Orientales, ou encore à celle de la province de Hainaut en Belgique, ou à celle des cantons de Vaud et de Neuchâtel réunis, en Suisse.
Le débit moyen observé à son point de confluence est de 16,9 m3/s.  
Le Ioumourtchen naît et coule au sein des monts Iablonovy. Il parcourt des régions montagneuses très isolées. Son cours est globalement orienté vers l'ouest. Il finit par rejoindre le Vitim en rive droite après un parcours de quelque 150 kilomètres.
Dans son parcours, le Ioumourtchen ne traverse pas de centres habités de quelque importance.
En règle générale, les eaux du Ioumourtchen sont prises par les glaces d'octobre à mai.
Comme la plupart des rivières du nord du kraï de Transbaïkalie, le bassin versant du Ioumourtchen repose totalement sur un manteau de sol gelé en permanence ou pergélisol.

## Hydrométrie - Les débits mensuels à Ioumourtchen
Le Ioumourtchen est un cours d'eau très irrégulier. Son débit a été observé pendant 34 ans (de 1955 à 1988) à Ioumourtchen, localité située au niveau de son point de confluence avec le Vitim, à 782 mètres d'altitude. 
Le débit inter annuel moyen ou module observé à Ioumourtchen durant cette période était de 16,9 m3/s pour une surface drainée de 3 990 km2, soit la totalité du bassin versant de la rivière.
La lame d'eau écoulée dans ce bassin versant se monte ainsi à 134 millimètres par an, ce qui peut être considéré comme plutôt modéré dans le cadre du bassin de la Vitim. 
Le Ioumourtchen est un cours d'eau de régime pluvial qui présente deux saisons bien marquées. 
Les hautes eaux se déroulent du printemps à la fin de l'été, du mois de mai au mois de septembre inclus, avec un sommet bien net en juillet, ce qui correspond au maximum pluviométrique de la région. Les précipitations tombant surtout sous forme de pluie, le débit de juin à septembre est fort soutenu. En octobre, le débit de la rivière s'effondre littéralement, ce qui mène à la période des basses eaux. Celle-ci a lieu de novembre à avril inclus et correspond à l'hiver et aux puissantes gelées qui s'étendent sur toute la région. Les précipitations sont minimales en période hivernale. 
Le débit moyen mensuel observé de décembre à mars (minimum d'étiage) est de 0,00 m3/s, c'est-à-dire arrêt de tout écoulement, tandis que le débit moyen du mois de juillet, maximum de l'année se monte à 49,7 m3/s, ce qui souligne l'amplitude extrêmement élevée des variations saisonnières.
Sur la durée d'observation de 34 ans, le débit mensuel maximal s'est élevé à 154 m3/s en juillet 1988. 
En ce qui concerne la période libre de glace (de juin à septembre inclus), toujours sur cette période de 34 ans, les débits minimaux observés ont été de 1,36 m3/s en septembre 1985 et de 2,25 m3/s en juillet 1979, ce qui implique des débits estivaux parfois très faibles eux aussi.  